# Triaenodes fuscinulus
Triaenodes fuscinulus là một loài Trichoptera trong họ Leptoceridae. Chúng phân bố ở miền Australasia.